# Orașul nostru
Orașul nostru este o piesă în trei acte metateatrică din 1938 scrisă de dramaturgul american Thornton Wilder. Piesa povestește despre micul oraș fictiv american Grover's Corners, pe o perioadă de timp dintre 1901 și 1913, văzut prin prisma vieții de zi cu zi a locuitorilor săi. 
Pe tot parcursul piesei, Wilder folosește metode metateatrale, localizând piesa chiar în teatrul în care este jucată. Personajul principal este directorul de scenă, care se adresează direct publicului, aduce lectori invitați, răspunde întrebărilor din partea publicului și completează piesa jucând unele dintre roluri. Piesa este interpretată fără decor pe o scenă în cea mai mare parte goală. Cu câteva excepții, actorii mimează acțiunile fără a folosi recuzită. 
Orașul nostru a fost interpretat pentru prima dată la Teatrul McCarter din Princeton, New Jersey în 1938. Ulterior a continuat să aibă succes pe Broadway și a câștigat premiul Pulitzer pentru dramaturgie. Rămâne popular astăzi, iar refacerile piesei sunt frecvente. 

## Rezumat

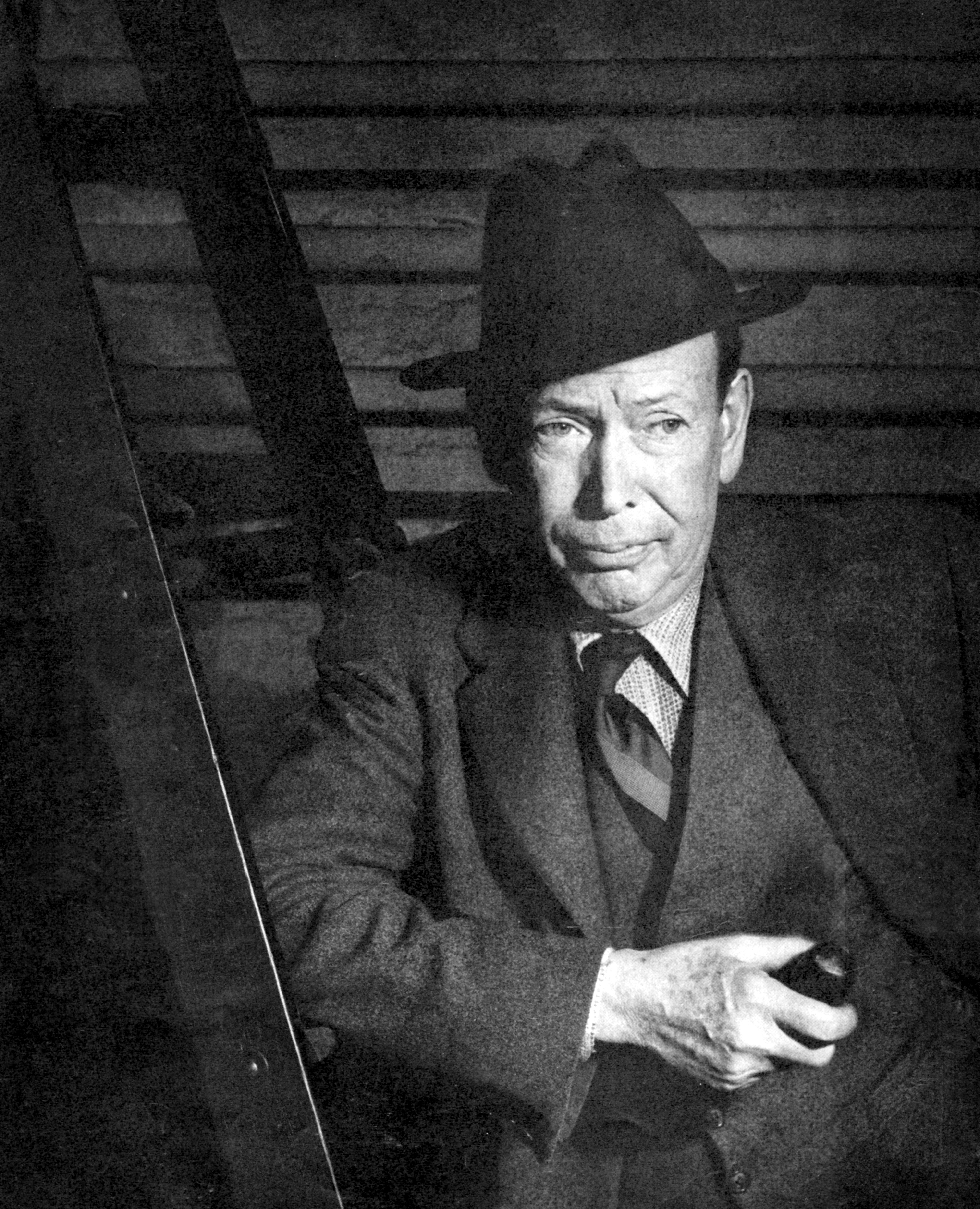
Frank Craven în rolul de director de scenă în producția inițială de pe Broadway a Orașului Nostru (1938)

### Actul I: Viața de zi cu zi
Directorul de scenă prezintă publicului orașul mic denumit Grover's Corners din statul New Hampshire și oamenii care locuiesc acolo, într-o dimineață a anului 1901. Profesorul Willard vorbește publicului despre istoria orașului. Joe Crowell livrează hârtie doctorului Gibbs, Howie Newsome livrează laptele și gospodăriile Webb și Gibbs își trimit copiii (Emily și Wally Webbs și George Gibbs) la școală în această dimineață normală. 

### Actul II: Iubire și căsătorie
Au trecut trei ani și George și Emily se pregătesc să se căsătorească. Ziua este plină de stres. Howie Newsome livrează lapte pe o ploaie puternică în timp ce Si Crowell, fratele mai mic al lui Joe, se plânge de modul în care talentele de baseball ale lui George vor fi risipite. George îi face o vizită incomodă viitorilor săi socrii. Aici, directorul de scenă întrerupe scena și duce publicul cu un an înapoi în timp, până la sfârșitul clasei a unsprezecea a lui Emily și George. Emily se ceartă cu George despre mândria lui, iar la o înghețată, discută despre viitor și își mărturisesc iubirea unul pentru celălalt. George decide să nu meargă la facultate, așa cum plănuise, ci să muncească și, în cele din urmă, să preia ferma unchiului său. În prezent, George și Emily spun că nu sunt pregătiți să se căsătorească - George la mamei sale, Emily tatălui ei - dar amândoi se calmează și trec cu fericire cu nuntă. 

### Actul III: Moarte și eternitate
Au trecut nouă ani. Directorul de scenă deschide actul cu un monolog lung, subliniind eternitatea și atrăgând atenția publicului asupra cimitirului din afara orașului și a personajelor care au murit de când a fost nunta, inclusiv a doamnei Gibbs (pneumonie, în timp ce călătorea), Wally Webb (apendicită, în timp ce mergea cu cortul), d-na Soames și Simon Stimson (sinuciși prin spânzurare). Este prezentat întreprinzătorul orașului Joe Stoddard, precum și un tânăr pe nume Sam Craig care s-a întors în Grover's Corners pentru înmormântarea verișoarei lui. Acea verișoară este Emily, care a murit dând naștere celui de-al doilea copil al lui George. Odată ce înmormântarea se încheie, Emily apare pentru a se alătura morților; d-na Gibbs o îndeamnă să-și uite viața, avertizând-o că faptul că poate să vadă, dar nu și să interacționeze cu familia ei, în timp ce știe ce se va întâmpla în viitor, îi va provoca prea multă durere, dar aceasta refuză. Ignorând avertismentele lui Simon, ale doamnei Soames și doamnei Gibbs, Emily se întoarce pe Pământ pentru a retrăi o zi, cea de-a douăsprezecea sa de naștere. Emily se bucură că a putut să-și vadă părinții și pe unii dintre oamenii din copilăria ei pentru prima dată după ani de zile. Cu toate acestea, bucuria ei se transformă repede în durere, în timp ce realizează cât de puțini oameni apreciază bucuriile simple ale vieții. Amintirea se dovedește prea dureroasă pentru ea și își dă seama că fiecare moment al vieții ar trebui să fie prețuit. Când îl întreabă pe directorul scenei dacă cineva înțelege cu adevărat valoarea vieții în timp ce o trăiește, el răspunde: „Nu. Sfinții și poeții, poate - unii dintre ei da”. Emily se întoarce în mormântul ei alături de d-na Gibbs și veghează impasibil în timp ce George îngenunchează plângând peste ea. Directorul de scenă încheie piesa și urează publicului o noapte bună. 

## Personaje
- Directorul de scenă — narator, comentator și ghid prin Grover's Corners. Se alătură periodic în acțiunea piesei, în calitate de preot la nuntă, patron al magazinului de sifon, un orășean etc., și vorbește direct cu Emily după moartea ei.
- Emily Webb — unul dintre personajele principale; piesa o urmărește de la o tânără precoce, prin nunta ei cu George Gibbs și moartea ei timpurie.
- George Gibbs — celălalt personaj principal; băiatul din vecini, un adolescent amabil, dar iresponsabil, care se maturizează în timp și devine un soț responsabil, tată și fermier.
- Frank Gibbs — tatăl lui George, medicul din oraș.
- Julia (Hersey) Gibbs — mama lui George. Visează să plece la Paris, dar nu ajunge acolo. Economisește 350 de dolari pentru călătorie din vânzarea unei piese de mobilier antice, dar le dă banii lui George și Emily. Moare în timp ce își vizitează fiica în Ohio.
- Charles Webb — tatăl lui Emily, redactor al Santinelei din Grover’s Corners
- Myrtle Webb — Emily și mama lui Wally.

Personaje secundare
- Joe și Si Crowell — băieții cu ziare din oraș. Inteligența lui Joe îi aduce o bursă completă la MIT, unde absolvă în vârful clasei sale. Moare pe câmpurile Franței în timpul primului război mondial, potrivit directorului de scenă. Atât el, cât și fratele său, Si, simt dispreț față de căsătorie.
- Simon Stimson — directorul corului și organistul bisericii. Nu aflăm niciodată cauza specifică a alcoolismului și a sinuciderii sale, deși Joe Stoddard, întreprinzătorul, observă că „A avut ceva probleme”. El rămâne amar și cinic chiar și după de moarte.
- Howie Newsome — lăptarul, un angajat din Grover's Corners.
- Rebecca Gibbs — Sora mai mică a lui George. Mai târziu, fuge cu un vânzător ca să nu se mărite și se stabilește în Ohio.
- Wallace "Wally" Webb — Fratele mai mic al lui Emily. Moare de apendicită într-o excursie cu cortul cu cercetașii.
- Profesorul Willard — un lector destul de plictisitor
- Femeia de la balcon — participantă la raportul politic și social al editorului Webb - preocupată de interzicerea alcoolului.
- Omul violent din fundul sălii — participant la raportul politic și social al editorului Webb - preocupat de justiția socială
- Doamnă dintr-o cutie — participantă la raportul politic și social al editorului Webb - preocupată de cultură și frumusețe
- D-na Louella Soames — o gospodară bârfitoare și membră a corului
- Ofițerul Bill Warren — polițistul
- Trei jucători de baseball — care-l batjocoresc pe George la nuntă
- Joe Stoddard — antreprenor de pompe funebre
- Sam Craig — un nepot al doamnei Gibbs care a părăsit orașul în căutare de avere. Se întoarce după 12 ani în Buffalo pentru înmormântarea lui Emily.
- Omul dintre morți
- Femeie dintre morți
- Domnul Carter (mort)
- Fermierul McCarty
- Bessie — Calul lui Howie Newsome (vizibil pentru personaje, dar nu și pentru public)

## Compoziție
Wilder a scris piesa la vârsta de 30 de ani. În iunie 1937, locuia în Colonia MacDowell din Peterborough, New Hampshire, unul dintre numeroasele locuri unde a lucrat la piesă. Se crede că Wilder a redactat întregul al treilea act în timpul unei vizite la Zürich în septembrie 1937, într-o singură zi, după o plimbare lungă de seară în ploaie cu un prieten, autorul Samuel Morris Steward.

## Cadru
Piesa este localizată în teatrul propriu-zis unde aceasta se joacă, dar anul este întotdeauna 1938. Directorul de scenă din producția din 1938 introduce piesa în ramă, care este plasată în comunitatea fictivă din Grover's Corners, New Hampshire. Directorul de scenă oferă coordonatele Grover’s Corners ca 42°40′ latitudine nordică și 70°37′ longitudine vestică (acele coordonate sunt de fapt în Massachusetts, la aproximativ trei sute de metri de coasta orașului Rockport). 

## Stil
Wilder era nemulțumit de piesele de teatru ale vremii sale: „Simțeam că ceva nu merge... Am început să simt că teatrul nu era doar inadecvat, ci era evaziv”.  Răspunsul său a fost să folosească un stil metateatric. Naratorul din Orașul nostru, directorul de scenă, este complet conștient de relația sa cu publicul, lăsându-l să rupă al patrulea perete și să le adreseze direct. Conform scenariului, piesa va fi interpretată cu puțin decor, fără cadru construit și recuzită minimă. Personajele mimează obiectele cu care interacționează. Împrejurimile lor sunt create doar cu scaune, mese și scări. De exemplu, scena în care Emily îl ajută pe George cu temele de seară, conversând prin ferestrele de la etaj, este interpretată cu cei doi actori care stau în vârful a două scări separate pentru a reprezenta casele vecine. Wilder a spus odată: „revendicarea noastră, speranța noastră, disperarea noastră sunt în minte - nu în lucruri, nu în «decor»”.
Wilder l-a numit pe Orașul nostru favoritul din toate lucrările sale, dar s-a plâns că rareori acesta este jucat corect, insistând că „ar trebui să fie executat fără sentimentalitate sau cu părere de rău - simplu, uscat și sincer”.     

## Istoricul producției

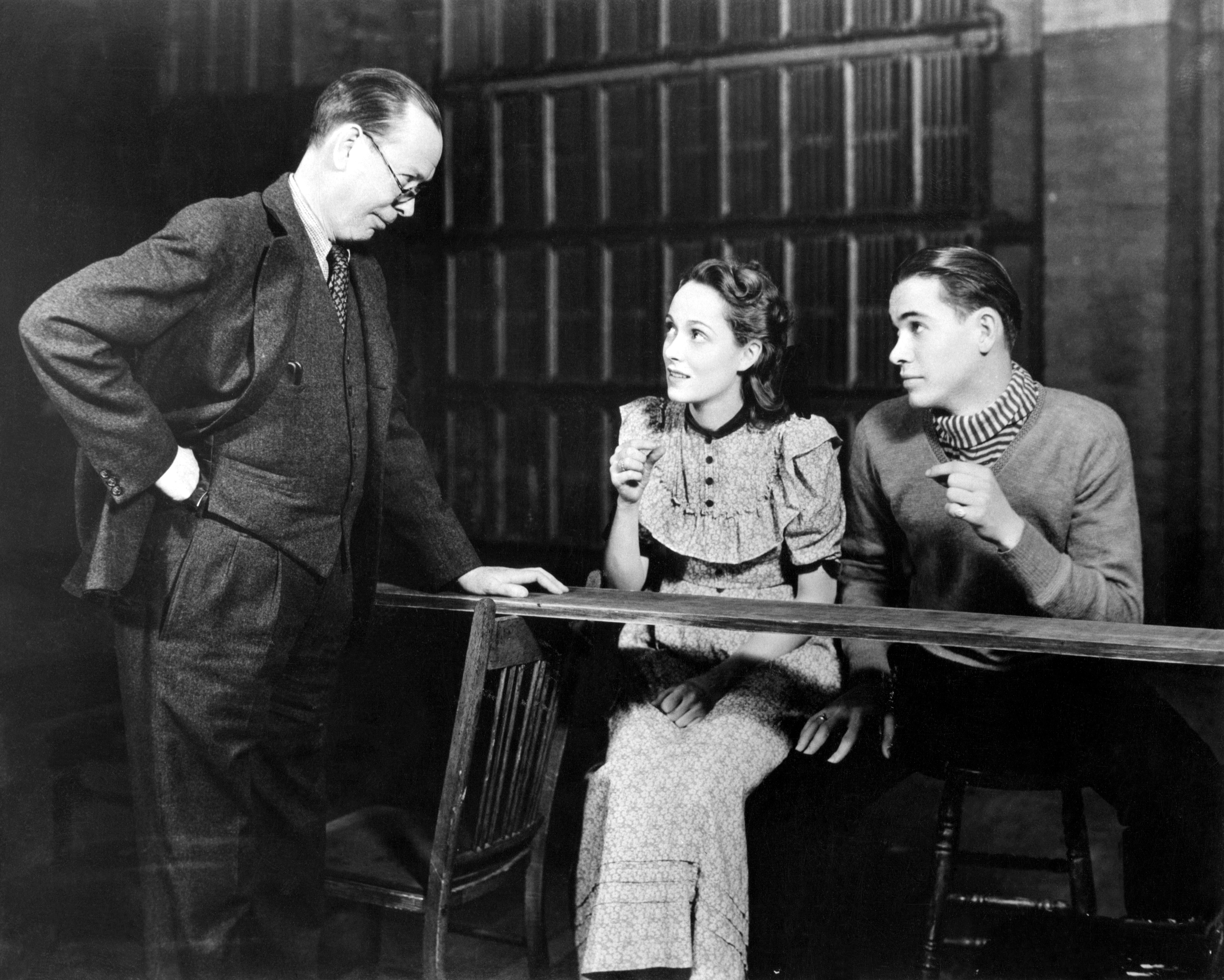
Frank Craven, Martha Scott și John Craven în producția inițială de pe Broadway a Orașului nostru (1938)

Orașul nostru a fost interpretat pentru prima dată la McCarter Theatre din Princeton, New Jersey, pe 22 ianuarie 1938. 
Ulterior s-a jucat la Wilbur Theatre din Boston, Massachusetts, pe 25 ianuarie 1938. 
Debutul Orașului nostru în New York a fost pe 4 februarie 1938 la Teatrul Henry Miller și ulterior la Teatrul Morosco, unde a fost jucat până pe 19 noiembrie 1938; această producție a fost produsă și regizată de Jed Harris. Wilder a primit premiul Pulitzer pentru dramaturgie în 1938 pentru această operă. Producția Jed Harris a Orașului nostru a fost rejucată la New York City Center pe 10 ianuarie 1944, numărând 24 de spectacole până pe 29 ianuarie, cu Montgomery Clift în rolul lui George și Martha Scott ca Emily.
În 1946, Uniunea Sovietică a împiedicat producția Orașului nostru în sectorul rusesc al Berlinului ocupat „pe motiv că drama este prea deprimantă și ar putea inspira un val de suicid în Germania”.
O producție la Lincoln Center din New York s-a deschis pe 4 decembrie 1988 după 27 de previzualizări și a fost jucată de 136 de ori până pe 2 aprilie 1989; piesa i-a avut pe Spalding Gray ca „director de scenă”, Frances Conroy ca „d-na Gibbs”, Penelope Ann Miller ca „Emily” și Eric Stoltz ca „George”. Producția a fost înregistrată pentru a fi transmisă pe PBS (a se vedea adaptările de mai jos). 
În 2003, Paul Newman a jucat ca director de scenă, cu Jayne Atkinson în rolul d-nei Gibbs și Jane Curtin ca în rolul d-nei Webb într - o producție pusă în scenă la Teatrul Booth din New York, care a avut premiera pe 4 decembrie 2002, după trei avanpremiere, și a fost jucată până pe 26 ianuarie 2003; această producție a fost filmată pentru a fi difuzată pe Showtime și mai târziu pe PBS (a se vedea adaptările de mai jos). 
O refacere premiată a Orașului nostru a avut premiera la Barrow Street Theatre din New York pe 26 februarie 2009. Producția a fost regizată de David Cromer, care a interpretat, de asemenea, rolul de director de scenă pentru o mare parte din rulajul piesei. Per total, producția a avut patru avanpremiere și 644 de spectacole regulate, făcând-o cea mai lungă producție a piesei din istoria sa. Pe lângă Cromer, alți actori notabili care au jucat în rolul de director de scenă au fost Helen Hunt, Michael McKean, Jason Butler Harner, Stephen Kunken și Michael Shannon.
În 2017, Deaf West Theatre, o companie de teatru cu sediul în Los Angeles care a câștigat premiile Tony, a coprodus cu Pasadena Playhouse o producție a Orașului nostru, realizată în limbajul semnelor american și în engleză vorbită.

## Premii
- 1938 Premiul Pulitzer pentru dramaturgie
- 1989 Drama Desk Award pentru o refacere de excepție
- Premiul Tony 1989 pentru cea mai bună refacere

## Adaptări

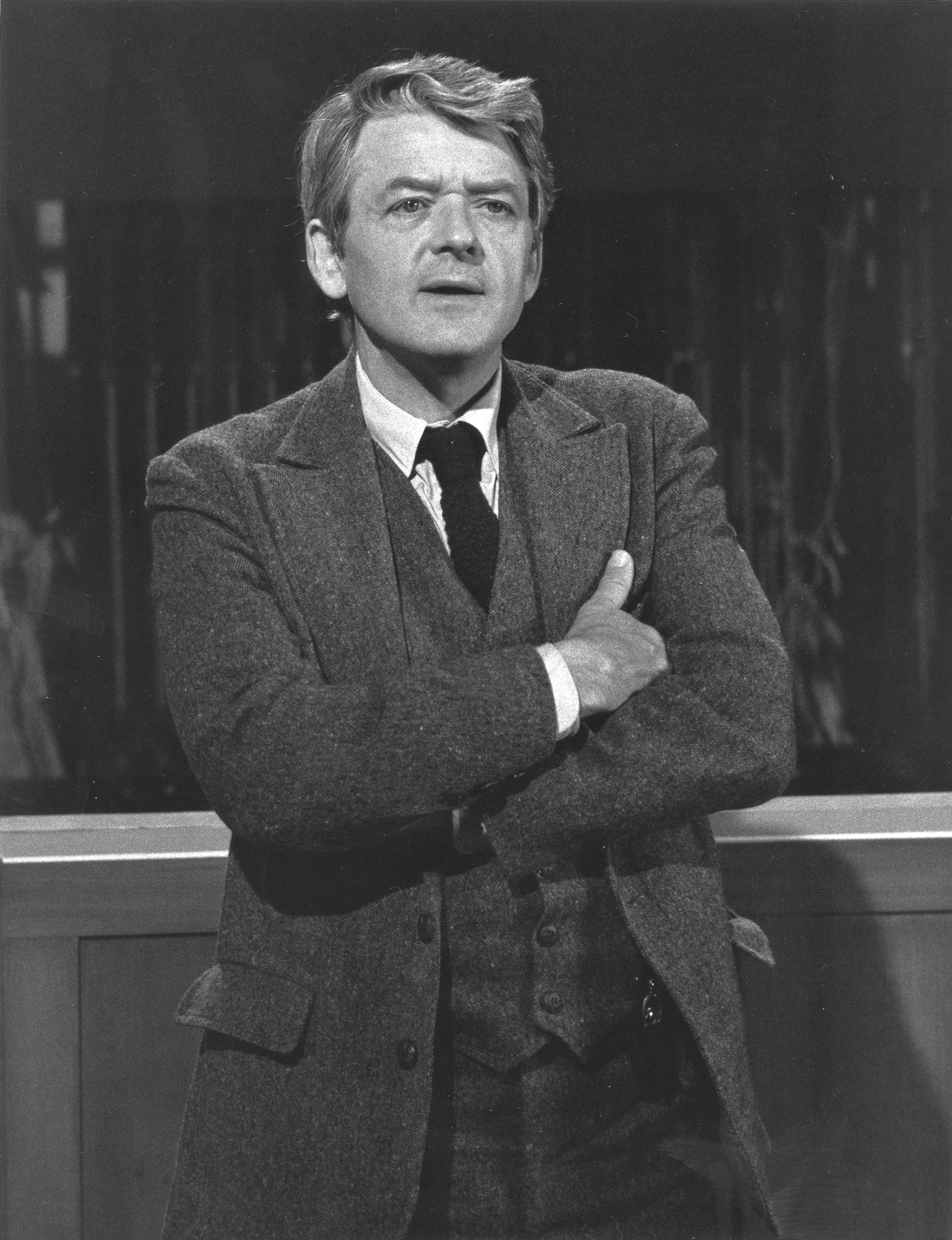
Hal Holbrook în calitate de director de scenă în adaptarea televizată din 1977.

- Orașul nostru a fost interpretat pentru prima oară la radio pe 12 mai 1939, în The Campbell Playhouse. Distribuția i-a avut pe Orson Welles în rolul directorului de scenă, John Craven din producția scenică originală ca George Gibbs și Patricia Newton ca Emily Webb.
- Orașul nostru (film din 1940), adaptare cu Martha Scott în rolul lui Emily și William Holden ca George Gibbs, cu o partitură de muzică originală compusă de Aaron Copland. Mulți membri ai distribuției originale și-au repetat rolurile în acest film, deși finalul a fost schimbat, astfel încât Emily a trăit.
- Orașul nostru (versiune radio din 1940), pe 6 mai 1940, o versiune radio a fost interpretată de mulți dintre aceiași actori de film pentru Lux Radio Theatre.
- Orașul nostru (versiune radio din 1946), pe 29 septembrie 1946, o versiune radio a fost realizată pe Theatre Guild on air, cu Thornton Wilder însuși ca director de scenă și Dorothy McGuire în rolul Emily.
- Orașul nostru (televiziune), o adaptare televizată în direct din 1955 la Producers' Showcase, cu Frank Sinatra în rolul directorului de scenă, Paul Newman ca George Gibbs și Eva Marie Saint în rolul lui Emily. Prima și singura versiune muzicală a piesei care urmează să fie difuzată la televizor.
- Orașul nostru,[14] o adaptare televizată din 1977 a piesei, cu Hal Holbrook în rolul directorului de scenă, Robby Benson ca George Gibbs și Glynnis O'Connor în rolul lui Emily Webb.
- Grover's Corners, o adaptare muzicală din 1987 interpretată la Marriott Theatre.
- Orașul nostru,[15] o refacere din 1989 a unei producții de scenă de la Lincoln Center cu Spalding Gray, Frances Conroy, Penelope Ann Miller și Eric Stoltz.
- OT: Our Town, un documentar din 2002 de Scott Hamilton Kennedy despre o producție a piesei de la Liceul Dominguez din Compton, California.
- Our Town, o adaptare de televiziune din 2003, cu Paul Newman în rolul directorului de scenă. Aceasta a fost difuzată pe PBS ca parte a Masterpiece Theatre după ce a fost afișată pentru prima dată pe canalul de cablu Showtime. A fost filmată la Teatrul Booth din Manhattan, unde a fost jucată pe Broadway în 2002.[16]
- Orașul nostru (operă), o versiune de operă a piesei cu muzică de Ned Rorem.
- În 1994, Philip Jerry a coregrafizat o adaptare de balet pe muzica lui Aaron Copland, interpretată de American Repertory Ballet din Princeton, New Jersey.[17]